# سیارک ۱۴۰۵۶
سیارک ۱۴۰۵۶ (به انگلیسی: 14056 Kainar، نامگذاری:1996AO1) چهارده هزار و پنجاه و ششمین سیارک کشف شده‌است که در ۱۳ ژانویه ۱۹۹۶ کشف شد.
قدر مطلق سیارک برابر ۱۴٫۸۰ است.